# Église Saint-Martin de Hon-Hergies
L’église Saint-Martin de Hon-Hergies est une église française de culte catholique, située dans le hameau de Hon à Hon-Hergies dans le département du Nord. Surplombant le bourg, elle possède un clocher à bulbe du XVIIIe siècle. À  l'intérieur, un ensemble de huit médaillons ornés de bustes de saints en bois sculptés, un christ en bois, une statue de Saint Roch du XVIIIe siècle, un magnifique buffet d'orgues et des vitraux anciens.

## Histoire
Elle a été construite vers 1760. La cloche et les vitraux sont des années 1920.